# 阔州 (唐朝)
阔州，唐朝时设置的州。
贞观五年（631年）以党项羌部落置，治所在阔源县（今四川省松潘县黄胜关北）。辖境相当今四川省松潘县一带。属松州都督府。后废。